# Monika Schmidt
Monika Schmidt (* 20. August 1951; † 2. Juli 2023) war eine deutsche Fußballspielerin.

## Karriere

### Vereine
Schmidt gehörte von 1974 bis 1985 als Mittelfeldspielerin dem FC Bayern München an. Während ihrer Vereinszugehörigkeit drang sie mit der Mannschaft fünfmal ins Endspiel um die Deutsche Meisterschaft vor.
Am 15. Juni 1975 unterlag sie mit ihrer Mannschaft im Sportpark des Bonner Stadtteils Pennenfeld im Stadtbezirk Bad Godesberg der Mannschaft des Bonner SC mit 2:4. Zuvor hatte sie sich mit der Mannschaft in der Gruppe 4 nach Hin- und Rückspiel im Gesamtergebnis gegen den FC Hellas Marpingen und den VfL Schorndorf und im Halbfinale mit 2:1 gegen Tennis Borussia Berlin durchgesetzt.
Am 20. Juni 1976 war sie mit ihrer Mannschaft erfolgreich. Im Siegener Leimbachstadion wurde Tennis Borussia Berlin mit 4:2 nach Verlängerung bezwungen, nachdem es am Ende der regulären Spielzeit von 60 Minuten 2:2 gestanden hatte. Mit dem Tor zum 2:1 in der 33. Minute trug sie neben Inge Mayerhofer und der zweimaligen Torschützin Doris Niederlöhner zum Ergebnis und zum einzigen Titelgewinn ihrer Karriere bei.
Am 17. und 24. Juni 1979 bestritt sie mit dem FC Bayern München das letztmals in Hin- und Rückspiel ausgetragene Endspiel um die deutsche Meisterschaft, das gegen die SSG 09 Bergisch Gladbach sowohl im Städtischen Stadion an der Grünwalder Straße mit 2:3 als auch im Stadion An der Paffrather Straße mit 0:1 verloren wurde.
Gegen die SSG 09 Bergisch Gladbach erreichte sie mit dem FC Bayern München auch drei Jahre später ihr viertes Finale. Im Spiel am 17. Juni 1982 im Stadion An der Paffrather Straße blieb sie mit ihrer Mannschaft bei der 0:6-Niederlage chancenlos.
Das letzte Mal erreichte sie mit ihrer Mannschaft am 30. Juni 1985 das Finale, das im Stadion an der Westender Straße in Duisburg durch das Tor von Anja Klinkowski in der 76. Minute zugunsten des KBC Duisburg endete. Von ihren Mitspielerinnen während ihrer Vereinszugehörigkeit war sie als Einzige in allen fünf Endspielen des FC Bayern München zum Einsatz gekommen.

### Auswahlmannschaft
Als Spielerin der Auswahlmannschaft des Bayerischen Fußball-Verbandes gewann sie zudem das Finale um den Länderpokal, der am 17. April 1983 in Grünberg gegen die Auswahlmannschaft des Hessischen Fußball-Verbandes mit 4:3 im Elfmeterschießen errungen wurde.

## Erfolge
- Deutscher Meister 1976
- Zweiter der Meisterschaft 1975, 1979, 1982, 1985
- Länderpokal-Sieger 1983

## Ableben
Am 5. Juli 2023 gab der FC Bayern München auf seiner vereinsinternen Website bekannt, dass eine seiner ehemaligen Wegbereiterinnen des Frauenfußballs am Sonntag, den 2. Juli 2023, im Alter von 71 Jahren verstorben ist.